# Ting-čou
Ting-čou (čínsky pchin-jinem Dìngzhōu, znaky 定州) je městský okres ležící na jihu městské prefektury Pao-ting v provincii Che-pej Čínské lidové republiky. Rozloha okresu je 1277 km², roku 2010 měl 1165 tisíc obyvatel.

## Historie
V období Západní Chan zde existoval okres Lu-nu (卢奴). Chanský císař Ťing-ti (vládl 180–157 př. n. l.) vydělil pro svého devátého syna Liou Šenga knížectví Čung-šan (中山) sestávající ze 14 okresů, se sídlem v okresu Lu-nu. Ve 4./5. století zde stát Pozdní Jen měl své hlavní město Čung-šan. Koncem 4. století zde sídlila správa kraje An-čou (安州), roku 400 přejmenovaného na Ting-čou. Kraj Ting-čou tehdy sestával z pěti komandérií; v dnešním okrese Ting-čou kromě sídla kraje bylo i sídlo komandérie Čung-šan. Za Sungů byl roku 1113 kraj Ting-čou přejmenován na prefekturu Čung-šan, která se skládala ze sedmi okresů. Roku 1369 (za Mingů) se z prefektury Čung-šan opět stal kraj Ting-čou
Po vzniku Čínské republiky byla roku 1913 kraj Ting-čou reorganizován v okres Ting. Po vzniku Čínské lidové republiky vznikla zvláštní oblast Ting-sien sestávající z 12 okresů, roku 1954 rozdělená mezi zvláštní oblasti Š’-ťia-čuang a Pao-ting, okres Ting přitom přešel pod Pao-ting (roku 1968 reorganizovaný v prefekturu a roku 1994 v městskou prefekturu). V letech 1958–1961 byl k okresu Ting přechodně přičleněn okres Čchü-jang. Roku 1986 byl okres Ting reorganizován v městský okres Ting-čou.